# Elaphoglossum recommutatum
Elaphoglossum recommutatum är en träjonväxtart som beskrevs av Holtt. Elaphoglossum recommutatum ingår i släktet Elaphoglossum och familjen Dryopteridaceae. Inga underarter finns listade.